# مطار أم هاجر
مطار أم هاجر (إياتا: OUM) هو مطار للاستخدام العام يقع بالقرب من أم هاجر، بإقليم البطحة، تشاد .

## روابط خارجية
- سجل المطار لمطار أم هاجر نسخة محفوظة 24 يونيو 2015 على موقع واي باك مشين. في Landings.com